# Ніколаєвка (Шегарський район)
Нікола́євка (рос. Николаевка) — присілок у складі Шегарського району Томської області, Росія. Входить до складу Анастасьєвського сільського поселення.

## Населення
Населення — 54 особи (2010; 71 у 2002).
Національний склад (станом на 2002 рік):
- росіяни — 99 %